# Загрунівська сільська рада
Загрунівська сільська рада — колишній орган місцевого самоврядування у Зінківському районі Полтавської області з центром у селі Загрунівка.

## Населені пункти
Сільраді були підпорядковані населені пункти:
- c. Загрунівка
- с. Романівка
- с. Сулими